# Notosuchidae
Famille
Genres de rang inférieur
- † ? Brasileosaurus
- † Llanosuchus
- † Mariliasuchus
- † Notosuchus

Les Notosuchidae forment une famille éteinte gondwanaise de notosuchiens. C'étaient des Crocodyliformes terrestres de petite taille qui vivaient au Crétacé supérieur.

## Genres
- Notosuchus : genre du Coniacien - Santonien d'Argentine[1].
- Mariliasuchus : genre du Turonien - Santonien du Brésil[2].